# 통나무 대학
통나무 대학(Log College)은 1735년 윌리엄 테넌트 필라델피아 북동쪽에 위치한 펜실베니아 네샤미니(Neshaminy)에 세운 대학이다. 테넌트 시니어는 그 곳에서 그의 아들인 길버트 테넌트를 포함하여 장로교 목회자들을 교육하였다.
그 학교는 후에 뉴저지 대학(훗날 프린스턴 대학교)이 되었다.  이 학교 졸업자들은 구파와 신파의 분리 당시 신파에 속하여 구파에 저항하였다.  졸업자로는 대표적으로 길버트 테넌트가 있다.

## 같이 보기
- 길버트 테넌트
- 프린스턴 대학교
- 새뮤얼 데이비스